# آدریا
آدریا (به ایتالیایی: Adria) (به لاتین Atria و یا Hadria) یک شهر در شمال ایتالیا است که در استان روویگو واقع شده‌است و محل استقرار سریر اسقف میباشد.
این شهر که توسط اتروسک‌ها یا ونتی‌ها در شمال شرقی ایتالیا تأسیس شد، بعداً به یک شهر رومی تبدیل شد و بندری شکوفا و فعال در دریای آدریاتیک (که نام خود را به آن داده است)، تا زمانی که گل و لای دلتاهای پو و آدیجه باعث فاصله گرفتن شهر از دریا (اکنون ۲۲ کیلومتری شرق) شد.

## خصوصیات
آدریا ۱۱۳٫۵ کیلومترمربع مساحت و ۲۰٬۴۴۲ نفر جمعیت دارد و ۴ متر بالاتر از سطح دریا واقع شده‌است.
این شهر اکنون این مرکز کشاورزی و تجاری در Polesine (منطقه دلتا)، با تولیدات متنوع است.

## تاریخچه
آدریا شهر بندری تاریخی در ایتالیا محسوب میشود که البته همانگونه که در بالا گفته شد ،گل و لای دلتاهای پو و آدیجه باعث فاصله گرفتن شهر از دریا شد.
۲۵۰۰ سال پیش بازرگانان اتروسکی و یونانی در اینجا زندگی می کردند که دهکده کشاورزی کوچک هاتریا (بعدها آدریا) را به مهم ترین بندر تجاری در کل منطقه تبدیل کردند. شهرت بندر باستانی امروزه هنوز مشهود است و هنوز هم می توان نام آن را در یک بخش کامل از نام دریای - آدریاتیک - مشاهده کرد.